# 米拉馬爾 (聖伊薩貝爾區)
米拉馬爾（西班牙語：Miramar），是巴拿馬的城鎮，位於該國中部，由科隆省的聖伊薩貝爾區負責管轄，面積18.5平方公里，海拔高度0米，2010年人口201，人口密度每平方公里10.9人。